# Droite unie
La Droite unie (en polonais : Zjednoczona Prawica) est une coalition informelle de droite conservatrice en Pologne entre Droit et justice, Pologne souveraine et anciennement l'Alliance de Jarosław Gowin,,,.
Elle est au pouvoir de 2015, à 2023.

## Idéologie et factions
Droite unie est une coalition de droite et est divisée en plusieurs factions internes, mais elles peuvent être regroupées en trois blocs principaux,,,,. La coalition a été qualifiée de solidariste et fiscalement étatiste,,. Elle incluait auparavant une faction conservatrice paternaliste,,.
L'Accord du centre est le nom officieux de la fraction la plus influente, mais pas la plus nombreuse, du PiS. Son chef est Jarosław Kaczyński, les principaux membres sont Joachim Brudziński, Adam Lipiński (en) et Mariusz Błaszczak. C'est une faction économiquement de gauche. Le deuxième des groupes du PiS est une faction de droite radicale, religieuse et eurosceptique dure concentrée autour d'Antoni Macierewicz, Beata Szydło et du parti Pologne solidaire de Zbigniew Ziobro. La faction reste opposée à Mateusz Morawiecki, opte pour des réformes radicales et est soutenue par Jacek Kurski (en) et Tadeusz Rydzyk.

## Composition
| Nom | Nom                                        | Ideologie                          | Positionnement          | Leader                  | Députés   | Sénateurs | Députés européens | Élus régionaux |
| --- | ------------------------------------------ | ---------------------------------- | ----------------------- | ----------------------- | --------- | --------- | ----------------- | -------------- |
|     | Droit et justice                           | National-conservatisme Solidarisme | Droite à extrême droite | Jarosław Kaczyński      | 169 / 460 | 33 / 100  | 18 / 53           | 207 / 552      |
|     | Pologne souveraine                         | Solidarisme Conservatisme social   | Droite à extrême droite | Zbigniew Ziobro         | 18 / 460  | 1 / 100   | 2 / 53            | 19 / 552       |
|     | Parti républicain                          | National-conservatisme             | Droite                  | Adam Bielan             | 4 / 460   | 0 / 100   | 0 / 53            | 6 / 552        |
|     | Renouveau de la république de Pologne (en) | Conservatisme                      | Centre droit            | Marcin Ociepa           | 0 / 460   | 0 / 100   | 0 / 53            | 4 / 552        |
|     | Parti paysan polonais « Piast » (en)       | Agrarisme Démocratie chrétienne    | Centre droit à droite   | Zdzisław Podkański (en) | 0 / 460   | 0 / 100   | 0 / 53            | 0 / 552        |

- Le parti Alliance est membre de la coalition de 2017 à 2021.

- Le parti Kukiz'15 participe aux élections de 2023 au sein de la coalition.